# Ayrshire
| Traditionelle Grafschaft Ayrshire | Traditionelle Grafschaft Ayrshire |
| --------------------------------- | --------------------------------- |
|                                   |                                   |

Ayrshire (schottisch-gälisch Siorrachd Inbhir Àir) ist eine traditionelle Grafschaft (englisch Shire) im Südwesten Schottlands. Heute ist das Gebiet Ayrshires in die Verwaltungsbezirke East Ayrshire, North Ayrshire (erweitert um die Insel Arran) und South Ayrshire aufgegliedert. Nach dieser Grafschaft ist die Rinderrasse Ayrshire benannt.

## Geschichte
Ayrshire wurde im 11. Jahrhundert Teil des Schottischen Königreiches. Im Jahr 1263 fand hier die Schlacht von Largs zwischen Schotten unter Alexander III. und marodierenden Wikingern unter Haakon IV. statt. Von 1889 bis 1975 bestand Ayrshire als Verwaltungsgrafschaft und ging dann in der Region Strathclyde auf. Strathclyde wurde 1996 aufgelöst; seitdem ist das Gebiet von Ayrshire in drei Unitary Authorities gegliedert. Ayrshire ist heute noch eine der Lieutenancy Areas von Schottland.

## Geographie
Die wesentlichen Anteile Ayrshires liegen in einem Graben, dem sogenannten Midland Valley, südlich der Gebirgszüge der Highlands und nördlich der Southern Uplands. Es umschließt die gesamte Westküste des Midland Valley zum Firth of Clyde bzw. der Irischen See und dehnt sich in Teilen bis in die Southern Uplands aus. Ayrshire gehört zu den fruchtbarsten Gegenden Schottlands und ist stark von der Landwirtschaft geprägt.

## Klima
Das Wetter im Westen Schottlands ist stark vom atlantischen Golfstrom geprägt und zeichnet sich durch mäßig warme Sommer und milde Winter aus.

## Persönlichkeiten
- William Wallace (um 1270–1305), schottischer Freiheitskämpfer (Ellerslie). Der genaue Geburtsort von William Wallace innerhalb Schottlands ist allerdings umstritten.
- James Macrae (um 1677–1744), Kapitän und Kolonialadministrator der Britischen Ostindien-Kompanie
- Quintin Craufurd (1743–1819), Autor und Kunstsammler
- William Fullarton (1754–1808), Militär, Politiker, Schriftsteller und Hochkommissar von Trinidad
- John Loudon McAdam (1756–1836), Entwickler des asphaltierten Straßenbelags Ayr
- Robert Burns (1759–1796), schottischer Dichter (Alloway)
- Sir Thomas Brisbane (1773–1860), schottischer Soldat und Kolonialverwalter, nach dem die Stadt Brisbane in Australien benannt ist (Largs)
- John Galt (1779–1839), Romanautor (Irvine)
- Thomas Burns (1796–1871), Pfarrer, Kolonialist in (Otago) und Mitbegründer von (Dunedin)
- James McCosh (1811–1894), britisch-amerikanischer Geistlicher und Philosoph
- James Wilson (1835–1920), Landwirtschaftsminister der USA
- William Gibson Sloan (1838–1914), Evangelist und Erweckungsprediger (Dalry)
- William Donald Patrick, (1889–1967), britischer Richter am Court of Session und des Internationalen Militärgerichtshof für den Fernen Osten (Dalry)
- John Dunlop (1840–1921), Erfinder des luftgefüllten Reifens (Dreghorn)
- Andrew Fisher (1862–1928), Premierminister von Australien (Crosshouse)
- Sir Alexander Fleming (1881–1955), Entdecker des Penicillins (Darvel)
- Bill Shankly (1913–1981), erfolgreicher britischer Fußballmanager (Glenbuck)
- Robert Thornton (* 1967), Dartspieler
- Margaret Morton (* 1968), Curlerin
- Jai McDowall (* 1986), schottischer Sänger
- Piper Niven (* 1991), Wrestlerin

- Biffy Clyro (schottische Rockband)